# JumpJet Rex
JumpJet Rex est un jeu vidéo de plates-formes développé et édité par TreeFortress Games, sorti en 2015 sur Windows, Mac, Linux, PlayStation 4 et Xbox One.

## Accueil
- Destructoid : 8/10[1]
- GameSpot : 5/10[2]